# إل. جاي كوكي
إل. جاي كوكي (بالإنجليزية: L. J. Cooke)‏ هو مدرب كرة سلة أمريكي، ولد في 15 فبراير 1868 في توليدو في الولايات المتحدة، وتوفي في 19 أغسطس 1943 في منيابولس في الولايات المتحدة.